# 龙新南
龙新南（1955年7月—），江西永新人。汉族。1973年7月参加工作，1978年8月加入中国共产党。江西大学中文系汉语言文学专业毕业，中央党校经济管理研究生学历，中国人民大学高级工商管理硕士学位。
1978年8月起，在国家计划委员会、国家经济委员会工作。曾任国家计划委员会人事司副司长，国家发展计划委员会人事司司长，国家发展和改革委员会人事司司长，中共黑龙江省委常委、组织部长、省委党校校长，中央纪委驻住房和城乡建设部纪检组组长、住房和城乡建设部党组成员。2010年5月，任新华通讯社副社长。2016年9月，不再担任新华社副社长。
2008年，当选第十一届全国人民代表大会黑龙江地区代表。